# 왕광 (신)
왕광(王匡, ? ~ 23년)은 중국 신나라의 황족이자 관료로, 태사를 역임했다. 위군 원성현 사람으로, 태사·안신공 왕순(王舜)의 아들이다. 동시대의 녹림군 창시자이자 자신을 공격해 사로잡은 왕광과는 한자 표기도 같지만 별개의 인물이다.
지황 4년(23년), 녹림의 난이 일어나 녹림군이 한 경시제를 황제로 추대하고 신나라를 공격하자 태사로서 국장(國將) 애장(哀章)과 함께 낙양을 수비했다. 그러나 경시제가 보낸 정국상공(定國上公) 왕광의 공격을 받아, 9월에 낙양성이 함락돼 애장과 함께 경시제 정권의 서울 완으로 압송됐고, 함께 참수됐다.

## 출전
범엽: 《후한서》 권11 유현유분자열전제1